# Марія Магдалина Мазепа
Марина Мокієвська (Макієвська), у шлюбі Мазепа, у чернецтві Марія Магдалина; рос. Мазепа Марина (Мария Магдалина), пол. Mazepa Maryna (Mariya Magdalena); бл. 1624, Білоцерківщина, Київське воєводство — 1707, Київ, імовірно похована на території Києво-Печерського Вознесенського дівочого монастиря) — українська ігуменя, меценатка, вишивальниця та політична діячка. Ігуменя Києво-Печерського Вознесенського і Глухівського Успенського дівочих монастирів, мати гетьмана України Івана Мазепи, бабуся відомих діячів Гетьманщини — Андрія Войнаровського (брав участь у складанні Конституції Орлика 1710) й Івана Обидовського; основоположниця прикладного мистецтва — гаптування сухозліткою церковного одягу й ікон.

## Біографія
Походила з православного шляхетського (пізніше — козацько-старшинського) роду Мокієвських гербу Ясенчик з Білоцерківського староства Київського воєводства, члени якого займали керівні посади в Київському козацькому полку.
Сучасна російська історикиня Тетяна Таїрова-Яковлева у монографії «Мазепа» наводить відомості, що батько і брат Марини були старшинами у Б. Хмельницького і загинули в боях з королівськими військами — батько під Чортковом (1655), а брат — під Дрижиполем (1655).
Близько 1638 року вступила в шлюб зі Степаном Мазепою. Народила двох дітей — сина Івана та доньку Олександру.
Після смерті чоловіка 1666 року вступила до Луцького Хрестовоздвиженського православного братства, а потім прийняла постриг під ім'ям Марія Магдалина і з 1686 року вже була ігуменею Києво-Печерського Вознесенського і Глухівського Успенського дівочих монастирів.
Дослідники вважають, що Марія Магдалина була високоосвіченою людиною. Про це свідчить її почерк, характер листів і підпис. Один із зразків підпису зберігався в музеї В. В. Тарновського:

| «Maryia Magdalena Mazepina monasterov panienskich Ihumenia Peczarskiego Kiiovskiego i Hlichowskiego» [7] | 
Авторитетність ігумені Марії Магдалини підтверджується її поїздками в Москву для вирішення монастирських справ. Так, у 1687 році вона повернулася з Москви з царською грамотою, яка підтверджувала законність володіння монастирем землями села Ходосівки і давала право на володіння новими земельними ділянками. У московських документах того часу Марію Магдалину іменують як «пречесную ігуменю Печерського та Глухівського дівочих монастирів».

Французький інженер Гійом Левассер де Боплан так описує Києво-Печерський Вознесенський дівочий монастир, ігуменею якого була мати І. Мазепи: 
 
| "...де живе багато черниць, числом до сотні; вони займаються шитвом і гаптують на ошатних хустинах прегарні вишивки, продаючи їх тим, хто приходить на огляд і відвідини. Вони вільно виходять з монастиря, коли хочуть, і звичайно йдуть на прогулянку до Києва, що віддалений від їхнього монастиря на половину льє. Всі вони вбрані в чорне, ходять лише попарно, як і більшість католицьких черниць. Пригадую, що доводилося бачити серед цих черниць обличчя таке гарне, яке рідко коли зустрінеш у самій Польщі" [8] [9] | 

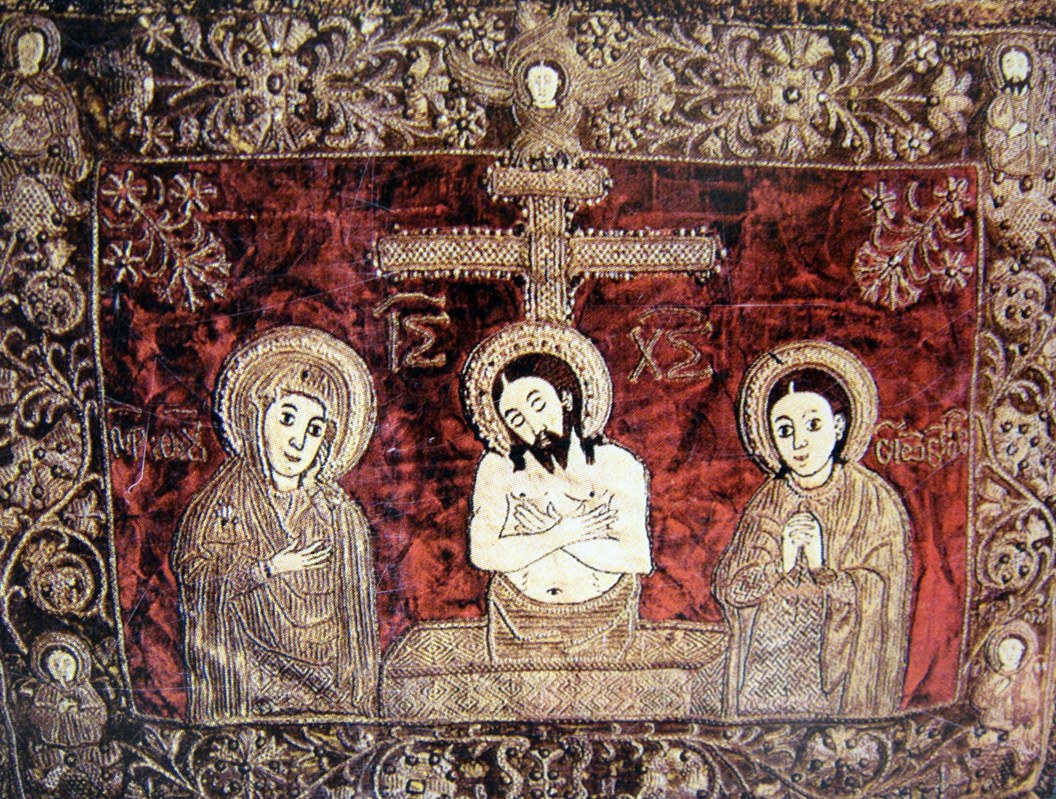
Плащаниця «Христос у труні» (робота Марії Магдалини)

Ігуменя Марія Магдалина вважається основоположницею надзвичайно складної гілки прикладної творчості — золотого шиття сухозліткою. Марія Магдалина подарувала Вознесенському собору у Переяславі власноруч вишиту золотом і сріблом єпитрахиль з написом: «Року 1700 місяца семтемрія 16 дня. Всечесная ігуменя Марія Магдалина справила». Частина її творчої спадщини після встановлення радянської влади в Україні зберігалася у ризниці центрального собору Лаври — Успенського.
У 1941 році собор підірвали радянські агенти-мінери. Кілька років шедеври пролежали під руїнами. Частину з них по війні вдалося врятувати. Твори, вишиті руками ігумені, позначені гетьманським гербом. Донедавна ці гербові знаки були приховані за металевими накладками з зображенням двоголового орла.
Історики наводять відомості, що Марія Магдалина брала участь у політичній діяльності. Так, на прохання гетьмана Мазепи вона займалася розслідуванням справи з підкинутим листом, де був написаний донос на гетьмана Мазепу, і передавала кореспонденцію гетьмана до Польщі.
За її ігуменства Вознесенський монастир став освітнім і мистецьким осередком. Тут вишивали найвідповідальніші та найкоштовніші замовлення, як для Києво-Печерської Лаври, так і для інших церков і монастирів України. Відзначалася меценатською та добродійною діяльністю, поповнювала церкви та монастирі іконами, книгами.
Петро I, поборюючи пам'ять про гетьмана Мазепу, тримав у полі зору і його родину. Через анафему гетьманові у церквах заборонили згадувати й ім'я його матері. Київський історик і мовознавець Микола Закревський, автор «Нарису історії міста Києва» зазначав, що на початку 1880-х бачив у Видубицькому монастирі поминальну книгу, де було внесено рід «чесної інокені Магдалени», але її прізвище «Мазепина» було замальоване чорнилами.

## Увічнення пам'яті
- На думку завідувачки відділу науково-історичних досліджень Національного заповідника «Софія Київська», доктора історичних наук Надії Нікітенко, пам'ять про Мазепу Марину (Марію Магдалину) увічнена в «капелі Мазепи» Софії Київської, в образі рівноапостольної княгині Ольги:

 
| ... я і вважаю, що тут в образі князя Володимира прославляється гетьман Іван Мазепа, замовник цієї капели. А в образі Ольги — мати гетьмана Марія Магдалина Мазепина. Княгиня Ольга зображена в одязі знатної української жінки часів Мазепи. Причому зображено як мироносиця: у лівій руці тримає посудину з миром — символ духовного зцілення, а правою витончено воздевает його кришечку. Як прославили Марію Магдалину Мазепину в образі Ольги? Через її святу патронесу. Адже мати гетьмана Мазепи носила ім'я рівноапостольної мироносиці Марії Магдалини. У даному разі стінопис Софії повторює іконографічний тип Марії Магдалини Метсіса, тільки в нього рівноапостольна мироносиця одягнена в сучасні йому європейські одягу. Тобто ми маємо унікальний зображення княгині Ольги часів Мазепи. Рівноапостольні Володимир і Ольга — прообрази-покровителі гетьмана — «нового Володимира» і його матері — «нової Ольги», адже вони обидва дуже багато зробили для Церкви [15]. |
- На честь Марії Магдалини Мазепи названо 72-й пластовий курінь УПЮ.

## Могила
Під час археологічних досліджень, які протягом 2005—2009 Інститут археології НАН України проводив на території колишнього Вознесенського жіночого монастиря (нині територія «Мистецького Арсеналу»), було виявлене масове поховання черниць, серед яких могло бути й поховання ігумені — Марії Магдалини Мазепи. У листопаді 2012 про це офіційно повідомив перший заступник голови КМДА Олександр Мазурчак.
Проте гіпотеза про поховання на території Вознесенського некрополя ігумені Марії Магдалини Мазепи наразі не підтверджена і не спростована.
8 грудня 2012 відбулося перенесення поховань із некрополя Вознесенського монастиря до Флорівського монастиря (куди на початку XVIII ст., після ліквідації Вознесенського монастиря, перевели його черниць).